# Conference League Premier 2010-2011
La Conference League Premier 2010-2011, conosciuta anche con il nome di Blue Square Bet Premier per motivi di sponsorizzazione, è stata la 32ª edizione del campionato inglese di calcio di quinta divisione.

## Squadre partecipanti
| Squadra                | Città                | Stagione precedente                           |
| ---------------------- | -------------------- | --------------------------------------------- |
| AFC Wimbledon          | Londra (Wimbledon)   | 8º posto in Conference League Premier         |
| Altrincham             | Altrincham           | 14º posto in Conference League Premier        |
| Barrow                 | Barrow-in-Furness    | 15º posto in Conference League Premier        |
| Bath City              | Bath                 | 4º posto in Conference League South, promosso |
| Cambridge United       | Cambridge            | 10º posto in Conference League Premier        |
| Crawley Town           | Crawley              | 7º posto in Conference League Premier         |
| Darlington             | Darlington           | 24º posto in Football League Two, retrocesso  |
| Eastbourne Borough     | Eastbourne           | 17º posto in Conference League Premier        |
| Fleetwood Town         | Fleetwood            | 2º posto in Conference League North, promosso |
| Forest Green Rovers    | Nailsworth           | 21º posto in Conference League Premier        |
| Gateshead              | Gateshead            | 20º posto in Conference League Premier        |
| Grimsby Town           | Grimsby              | 23º posto in Football League Two, retrocesso  |
| Hayes & Yeading United | Londra (Hayes)       | 17º posto in Conference League Premier        |
| Histon                 | Histon and Impington | 18º posto in Conference League Premier        |
| Kettering Town         | Kettering            | 6º posto in Conference League Premier         |
| Kidderminster Harriers | Kidderminster        | 13º posto in Conference League Premier        |
| Luton Town             | Luton                | 2º posto in Conference League Premier         |
| Mansfield Town         | Mansfield            | 9º posto in Conference League Premier         |
| Newport County         | Newport              | 1º posto in Conference League South, promosso |
| Rushden & Diamonds     | Irthlingborough      | 4º posto in Conference League Premier         |
| Southport              | Southport            | 1º posto in Conference League North, promosso |
| Tamworth               | Tamworth             | 16º posto in Conference League Premier        |
| Wrexham                | Wrexham              | 11º posto in Conference League Premier        |
| York City              | York                 | 5º posto in Conference League Premier         |

## Classifica finale
|  | Pos. | Squadra                 | Pt  | G  | V  | N  | P  | GF | GS  | DR  |
|  | ---- | ----------------------- | --- | -- | -- | -- | -- | -- | --- | --- |
|  | 1    | Crawley Town            | 105 | 46 | 31 | 12 | 3  | 93 | 30  | +63 |
|  | 2    | AFC Wimbledon           | 90  | 46 | 27 | 9  | 10 | 83 | 47  | +36 |
|  | 3    | Luton Town              | 84  | 46 | 23 | 15 | 8  | 85 | 37  | +48 |
|  | 4    | Wrexham                 | 81  | 46 | 22 | 15 | 9  | 66 | 49  | +17 |
|  | 5    | Fleetwood Town          | 78  | 46 | 22 | 12 | 12 | 68 | 42  | +26 |
|  | 6    | Kidderminster (-5)      | 72  | 46 | 20 | 17 | 9  | 74 | 60  | +14 |
|  | 7    | Darlington              | 71  | 46 | 18 | 17 | 11 | 61 | 42  | +19 |
|  | 8    | York City               | 71  | 46 | 19 | 14 | 13 | 55 | 50  | +5  |
|  | 9    | Newport County          | 69  | 46 | 18 | 15 | 13 | 78 | 60  | +18 |
|  | 10   | Bath City               | 63  | 46 | 16 | 15 | 15 | 64 | 68  | -4  |
|  | 11   | Grimsby Town            | 62  | 46 | 15 | 17 | 14 | 72 | 62  | +10 |
|  | 12   | Mansfield Town          | 61  | 46 | 16 | 14 | 16 | 65 | 62  | +3  |
|  | 13   | Rushden & Diamonds (-5) | 57  | 46 | 17 | 10 | 19 | 73 | 75  | -2  |
|  | 14   | Gateshead               | 57  | 46 | 15 | 13 | 18 | 64 | 75  | -11 |
|  | 15   | Kettering Town (-2)     | 56  | 46 | 14 | 15 | 17 | 65 | 68  | -3  |
|  | 16   | Hayes & Yeading Utd     | 51  | 46 | 15 | 6  | 25 | 57 | 81  | -14 |
|  | 17   | Cambridge Utd           | 50  | 46 | 11 | 17 | 18 | 53 | 61  | -12 |
|  | 18   | Barrow                  | 50  | 46 | 12 | 14 | 20 | 52 | 67  | -15 |
|  | 19   | Tamworth                | 49  | 46 | 12 | 13 | 21 | 62 | 83  | -21 |
|  | 20   | Forest Green            | 46  | 46 | 10 | 16 | 20 | 53 | 72  | -19 |
|  | 21   | Southport               | 46  | 46 | 11 | 13 | 22 | 56 | 77  | -21 |
|  | 22   | Altrincham              | 44  | 46 | 11 | 11 | 24 | 47 | 87  | -40 |
|  | 23   | Eastbourne Borough      | 39  | 46 | 10 | 9  | 27 | 62 | 104 | -42 |
|  | 24   | Histon (-5)             | 28  | 46 | 8  | 9  | 29 | 41 | 90  | -49 |

Legenda:
      Promosso in Football League Two 2011-2012.
  Ammesso ai play-off.
      Retrocesso in Conference League North 2011-2012.
      Retrocesso in Conference League South 2011-2012.
Regolamento:
Tre punti a vittoria, uno a pareggio, zero a sconfitta.
In caso di arrivo di due o più squadre a pari punti, la graduatoria viene stilata secondo i seguenti criteri:
- differenza reti
- maggior numero di gol segnati

Note:

Rushden & Diamonds escluso a fine stagione, a causa di problemi finanziari.
Southport inizialmente retrocesso per peggior differenza reti rispetto al Forest Green Rovers, con il quale aveva terminato il campionato a pari punti e successivamente riammesso in Conference League Premier 2011-12.
Penalizzazioni:

Il Kidderminster Harriers, l'Histon ed il  Rushden & Diamonds sono stati sanzionati con 5 punti di penalizzazione per aver fornito false informazioni finanziarie alla lega.
Il Kettering Town è stato sanzionato con 2 punti di penalizzazione per aver schierato in campo un calciatore non idoneo.

## Spareggi

### Play-off

#### Tabellone
|  | Semifinali | Semifinali     | Semifinali | Semifinali | Semifinali |  |  | Finale | Finale              | Finale |  |
|  |            |                |            |            |            |  |  |        |                     |        |  |
|  | 5          | Fleetwood Town | 0          | 1          | 1          |  |  |        |                     |        |  |
|  | 2          | AFC Wimbledon  | 2          | 6          | 8          |  |  | 2      | Wimbledon (4-3 dcr) | 0      |  |
|  | 4          | Wrexham        | 0          | 1          | 1          |  |  | 3      | Luton Town          | 0      |  |
|  | 3          | Luton Town     | 3          | 2          | 5          |  |  |        |                     |        |  |

#### Semifinali
|                | Risultati |                | Luogo                         |
| -------------- | --------- | -------------- | ----------------------------- |
| Fleetwood Town | 0-2       | AFC Wimbledon  | Fleetwood                     |
| AFC Wimbledon  | 6-1       | Fleetwood Town | Londra (Kingston upon Thames) |
|                |           |                |                               |
| Wrexham        | 0-3       | Luton Town     | Wrexham                       |
| Luton Town     | 2-1       | Wrexham        | Luton                         |
|                |           |                |                               |

#### Finale
|               | Risultati     |            | Luogo                                   |
| ------------- | ------------- | ---------- | --------------------------------------- |
| AFC Wimbledon | 0-0 (4-3 dcr) | Luton Town | Manchester (City of Manchester Stadium) |
|               |               |            |                                         |